# Luis Copete
Luis Fernando Copete Murillo (ur. 12 lutego 1989 w Istminie) – nikaraguański piłkarz pochodzenia kolumbijskiego występujący na pozycji środkowego obrońcy, reprezentant Nikaragui, od 2022 roku zawodnik Diriangén.
Otrzymał obywatelstwo nikaraguańskie i w 2014 roku rozpoczął występy w reprezentacji Nikaragui.